# كرايغ هاتشيسون
كرايغ هاتشيسون (بالإنجليزية: Craig Hutchison)‏ هو صحفي ومعلق رياضي أسترالي، ولد في 4 ديسمبر 1974.